# 12738 Сатосімікі
12738 Сатосімікі (12738 Satoshimiki) — астероїд головного поясу, відкритий 4 січня 1992 року.
Тіссеранів параметр щодо Юпітера — 3,350.
Названо на честь Сатосі Мікі (яп. さとし・みき(慧未来) сатосі мікі).